# Regla Torres Herrera
Regla Radameris Torres Herrera est une joueuse cubaine de volley-ball trois fois championne olympique (1992, 1996, 2000), née le 12 février 1975 à La Havane (Cuba). Elle mesure 1,91 m et jouait centrale.

## Biographie
Regla Torres commence le volley-ball à l'âge de 8 ans sur la recommandation de sa mère. Dès 14 ans, elle se fait remarquer lors des jeux nationaux inter-écoles par ses capacités physiques hors normes. En 1991, à 16 ans, elle remporte une première médaille d'or internationale chez les seniors en remportant les Jeux panaméricains avec la sélection cubaine.
En 1992, elle devient à 17 ans et demi, la plus jeune joueuse de volley à obtenir une médaille d'or aux Jeux olympiques. Ce titre est obtenu aux dépens de la Communauté des États indépendants (CEI) sur le score de trois set à un. Elle remporte les deux éditions suivantes des Jeux, lors des Jeux d'Atlanta face à la Chine puis aux Jeux de Sydney face à la Russie. Lors de l'édition de 1996, Cuba, qui domine le volley-ball féminin mondial depuis 1992, subit deux échecs lors de la phase de poule, face au Brésil (trois sets à zéro) puis la Russie (trois à un). Les Cubaines éliminent ensuite les  États-Unis en quart de finale (trois à zéro) puis le Brésil en demi-finale (trois sets à deux, avec un score de 15 à 12 lors du dernier set). En finale, elles affrontent les Chinoises, alors invaincues. L'équipe de Cuba, après avoir perdu le premier set 14-16 remportent les trois suivants 15-12, 17-16 et 15-6 et devient la seconde équipe féminine à conserver un titre olympique en volley-ball après l'URSS (victorieuse en 1968 et 1972). Lors de l'édition suivante, La Russie est proche de priver les Cubaines d'un troisième titre consécutif, ce qui n'a pas encore été réalisé, en menant deux sets à zéro 25-27 et 32-34. Les Cubaines remportent ensuite les trois sets suivants 25-19, 25-18 et 15-7.
Elle détient également deux titres mondiaux, lors du mondial 1994 et le mondial 1998. Sur le plan individuel, elle est nommée meilleure contreuse et meilleure joueuse lors de ces deux compétitions. La Coupe du monde et le Grand Prix mondial, équivalent féminin de la Ligue mondiale figurent également à son palmarès.
Malgré son comportement, souvent controversé, Regla Torres est élue meilleure joueuse du XXe siècle et en 2001 elle est introduite au sein du Volleyball Hall of Fame.

## Clubs
| Club                 | De        | À         |
| -------------------- | --------- | --------- |
| Ciudad Habana        | 1991-1992 | 1996-1997 |
| Omnitel Modène       | 1997-1998 | 1997-1998 |
| Despar Pérouse       | 1998-1999 | 1999-2000 |
| Ciudad Habana        | 2000-2001 | 2004-2005 |
| Megius Volley Padoue | 2005-2006 | 2005-2006 |

## Palmarès

### Équipe nationale
- Jeux olympiques (3)
  -  1992 à Barcelone.
  -  1996 à Atlanta.
  -  2000 à Sydney.
- Championnat du monde (2)
  - Vainqueur : 1994, 1998
- Coupe du monde (1)
  - Vainqueur : 1999
- Grand Prix mondial (2)
  - Vainqueur : 1993, 2000
  - Finaliste : 1994, 1996, 1997
- World Grand Champions Cup (1)
  - Vainqueur : 1993
- Championnat du monde des moins de 20 ans
  - Vainqueur : 1993.

### Clubs
- Coppa Italia (1)
  - Vainqueur : 1999

### Distinctions individuelles
- Championnat du monde féminin de volley-ball des moins de 20 ans 1993: Meilleure contreuse.
- World Grand Champions Cup féminine 1993: Meilleure réceptionneuse.
- Grand Prix Mondial de volley-ball 1993: Meilleure réceptionneuse et MVP.
- Championnat du monde de volley-ball féminin 1994: Meilleure contreuse et MVP.
- Grand Prix Mondial de volley-ball 1997: Meilleure contreuse.
- Championnat du monde de volley-ball féminin 1998: Meilleure contreuse et MVP.
- Joueuse du siècle : titre décerné par la Fédération internationale